# Albert Evers
Albert Evers (1868 – sau 1890) là một cầu thủ bóng đá người Anh từng thi đấu ở Football Alliance cho Small Heath. Sinh ra ở Birmingham, Evers đi lên từ bóng đá trẻ để cung cấp lực lượng cho hàng hậu vệ của Small Heath. Ông thi đấu 2 trận đến cuối mùa giải Football Alliance 1890–91, thay cho Caesar Jenkyns và Harry Morris, sau đó trở lại bóng đá địa phương cùng năm đó. Evers mất tại quê nhà Birmingham.